# Dave Watson
Dave Watson, all'anagrafe David Watson (Liverpool, 20 novembre 1961), è un allenatore di calcio ed ex calciatore inglese, di ruolo difensore.

## Carriera

### Calciatore

#### Club
Dave Watson ha iniziato a giocare nelle giovanili del Liverpool nel 1978. Nel 1980 ha firmato il primo contratto da professionista per il Norwich City. Con il Norwich ha vinto la Football League Cup nel 1985 e il campionato di seconda divisione nel 1986. Dopo la promozione in First Division, Dave è passato all'Everton, dove è rimasto sino alla fine della sua carriera, nel 2001. Con l'Everton ha vinto un campionato di First Division nel 1987 e una FA Cup nel 1995.

#### Nazionale
Con la Nazionale inglese, Dave ha partecipato a 12 incontri, senza mai segnare. Ha debuttato nel giugno 1984 nella partita vinta per 2 a 0 contro il Brasile. Con la Nazionale ha anche preso parte agli Europei del 1988.

### Allenatore
La carriera di Watson da allenatore inizia prima del suo ritiro da calciatore, infatti, nel 1997, gli viene affidata la guida della sua squadra: l'Everton. Subito dopo il ritiro continua ad allenare e passa al Tranmere Rovers, dove rimane un anno.
Nel 2008 diventa allenatore delle giovanili del Wigan Athletic.

## Palmarès
- Coppa di Lega inglese: 1

Norwich City: 1984-1985
- Second Division: 1

Norwich City: 1985-1986
- First Division: 1

Everton: 1986-1987
- Charity Shield: 2

Everton: 1987, 1995
- Coppa d'Inghilterra: 1

Everton: 1994-1995